# Karl-Heinz Danielowski
Karl-Heinz Danielowski (født 31. marts 1940 i Sülldorf) er en tysk tidligere roer, olympisk guldvinder og dobbelt europamester.

## Karriere
Danielowski var styrmand og dirigerede båden med Peter Gorny og Günter Bergau til EM-titlen for DDR i toer med styrmand i 1964. Samme år stillede denne trio op for det forenede Tyskland ved OL 1964 i Tokyo, hvor de dog måtte nøjes med at vinde B-finalen og dermed endte på en samlet syvendeplads.
Senere gik han over i otteren og var i denne med til OL 1968 i Mexico City. Her gik det på samme måde som ved OL i 1964, at Danielowskis båd endte med at vinde B-finalen og blive samlet nummer syv. I 1970 var han med i den østtyske firer med styrmand, der vandt VM-sølv. I 1973 var han igen med i den østtyske otter, der dette år blev de sidste europamestre (mesterskabet blev ikke afholdt efter dette år).
Karrierens højdepunkt indtraf ved OL 1976 i Montreal, hvor han stillede op i otteren sammen med Gottfried Döhn, Bernd Baumgart, Werner Klatt, Dieter Wendisch, Hans-Joachim Lück, Ulrich Karnatz, Roland Kostulski og Karl-Heinz Prudöhl. Den østtyske båd vandt deres indledende heat og satte her ny olympisk rekord, og i finalen var de klart hurtigst og vandt med mere end to et halvt sekund ned til Storbritannien, der fik sølv, mens New Zealand tog bronzemedaljerne. I alt deltog 11 lande i konkurrencen.
Danielowski er uddannet finansøkonom.

## OL-medaljer
- 1976:  Guld i otter